# Josip Leko
Josip Leko (Plavna, 19 settembre 1948) è un politico croato, membro del Partito Socialdemocratico di Croazia ed ex presidente del Parlamento croato dal 2012 al 2015.

## Biografia

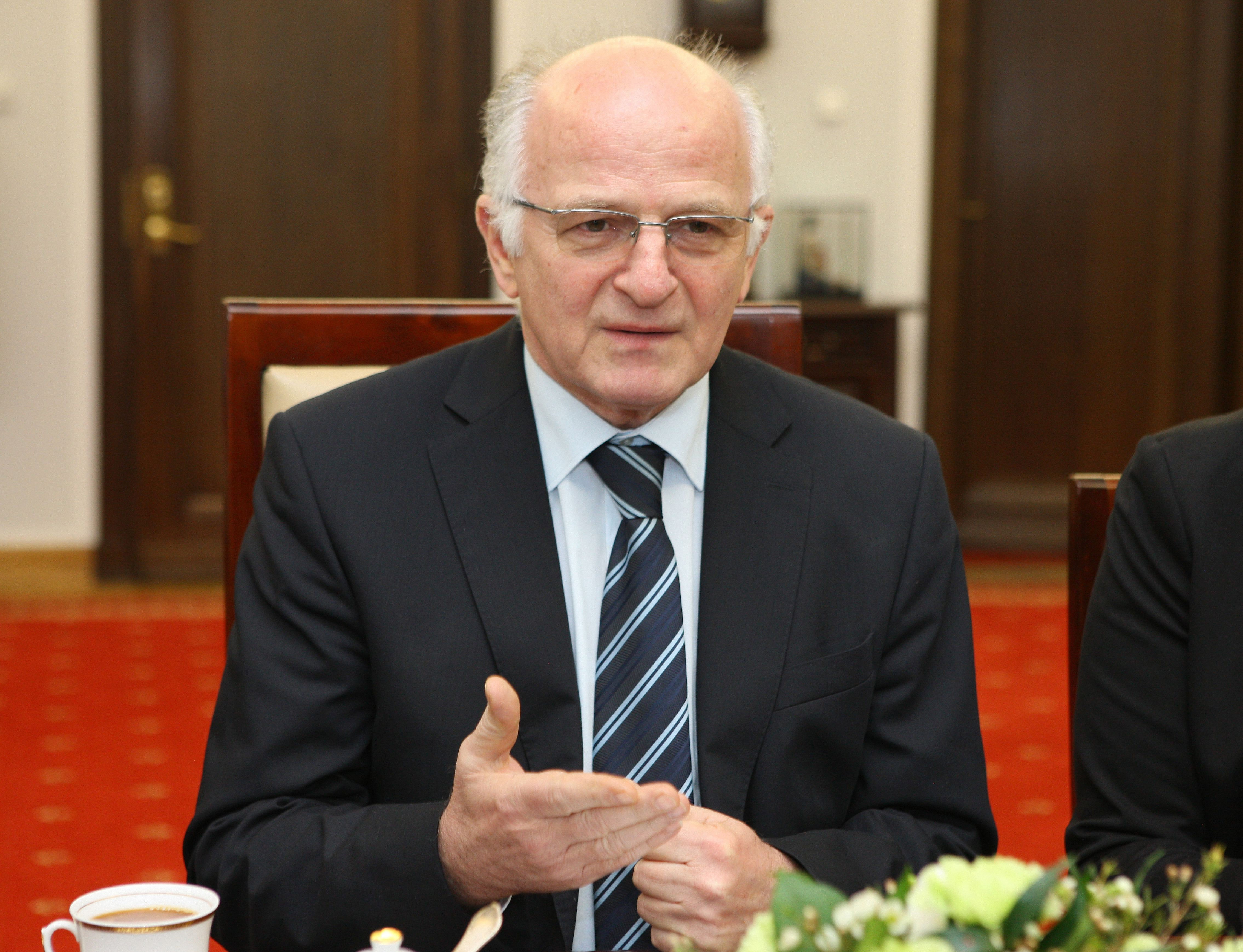
Josip Leko in visita al Senato della Polonia

Nato nel piccolo villaggio di Plavna da una famiglia di croati dell'Erzegovina. Dopo un anno e mezzo, la famiglia è tornata in Erzegovina.
Dopo aver studiato al liceo si è laureato in giurisprudenza all'Università di Zagabria.
Il 16 giugno 2012 è diventato capo del Comitato principale della Partito Socialdemocratico di Croazia.
L'11 ottobre 2012 è stato eletto all'unanimità presidente del Parlamento croato, diventando così il primo croato dell'Erzegovina a detenere una posizione così alta nella politica croata. Il 28 dicembre 2015, nella sessione costitutiva dell'ottava legislatura del Parlamento croato, gli è succeduto l'accademico Željko Reiner dell'Unione Democratica Croata (HDZ).